# Helena Costa
Helena Costa (Santo Tirso, 3 de agosto de 1982) é uma modelo e atriz portuguesa. 

## Biografia
É conhecida pela sua personagem Mónica, a pop star na série Morangos com Açúcar, pela sua participação nas novelas Feitiço de Amor e Doce Fugitiva e na série 37. Para integrar Morangos Com Açúcar, Helena Costa interrompeu a licenciada em Desporto, mais precisamente em Aptidão Física e Saúde, na Universidade Lusófona de Humanidades e Tecnologias, em Lisboa. Quando soube a personagem que ia interpretar em Morangos Com Açúcar, e viu as roupas que teria que usar, sentiu-se um pouco assustada, mas afirmou também que rapidamente se habituou. Em 2016 recebeu uma estrela personalizada no Muro da Fama - Nirvana Studios.

## Vida pessoal
Gosta de praticar kitesurf e bodyboard.
Namorou com Diogo Machado da Silva Pereira Coutinho, filho mais novo do empresário Vasco Pereira Coutinho.
Casou-se com empresário Frederico Formigal a 23 de julho de 2018. Em janeiro de 2019 anunciou estar grávida de gémeos. Em dezembro de 2021 anunciou seu divórcio.

## Filmografia

### Televisão
| Ano       | Título              | Personagem              | Notas                 | Canal |
| --------- | ------------------- | ----------------------- | --------------------- | ----- |
| 2003      | Coração Malandro    |                         | Participação especial | TVI   |
| 2005/2006 | Morangos com Açúcar | Mónica Mello e Teixeira | Antagonista           | TVI   |
| 2006      | Doce Fugitiva       | Patrícia Martins        | Elenco principal      | TVI   |
| 2008/2009 | Feitiço de Amor     | Paula Ferreira          | Coantagonista         | TVI   |
| 2009/2010 | Ele é Ela           | Bárbara                 | Elenco principal      | TVI   |
| 2010      | República           | LuÍsa                   | Elenco principal      | RTP1  |
| 2010      | 37                  | Ana Pires               | Elenco secundário     | TVI   |
| 2011      | Anjo Meu            | Gracinha Saraiva        | Elenco principal      | TVI   |
| 2013      | Mundo ao Contrário  | Sheila Pina             | Elenco principal      | TVI   |
| 2014      | Água de Mar         | Débora Ribeiro          | Elenco principal      | RTP1  |
| 2016      | Santa Bárbara       | Sónia Santos            | Elenco principal      | TVI   |
| 2017/2018 | A Herdeira          | Lupe Romero             | Elenco principal      | TVI   |
| 2020/2021 | Amar Demais         | Olga Soares Goulart     | Elenco principal      | TVI   |

### Teatro
- Musical É Muita Fruta, no Coliseu dos Recreios, 2006
- Musical Ao Ritmo Da Amizade, Teatro Tivoli, Produtora Plano 6, 2007
- Infantil O Macaco de Rabo Cortado, no Teatro Circo e Teatro Guilherme Cousoul, 2007
- Plaza Suite, Teatro Tivoli, 2015

### Cinema
- Curta-metragem "Criminal", Carlos Conceição, em 2007.
- Curta-metragem "Coração Incendiário", de Carlos Conceição, em 2008.
- Longa-metragem "República", de Jorge Paixão da Costa, em 2010
- Longa-metragem "Morangos com açúcar", de Hugo de Sousa, em 2012

### Apresentadora
- Turbo 24, em 2012
- Sagres Vip Tour, em 2011
- Sagres Penalty Cup, em 2010
- Programas no SMS TV, 2004
- Programas no canal Viver, 2004